# Rohingya

Lage des Rakhaing-Staates in Myanmar

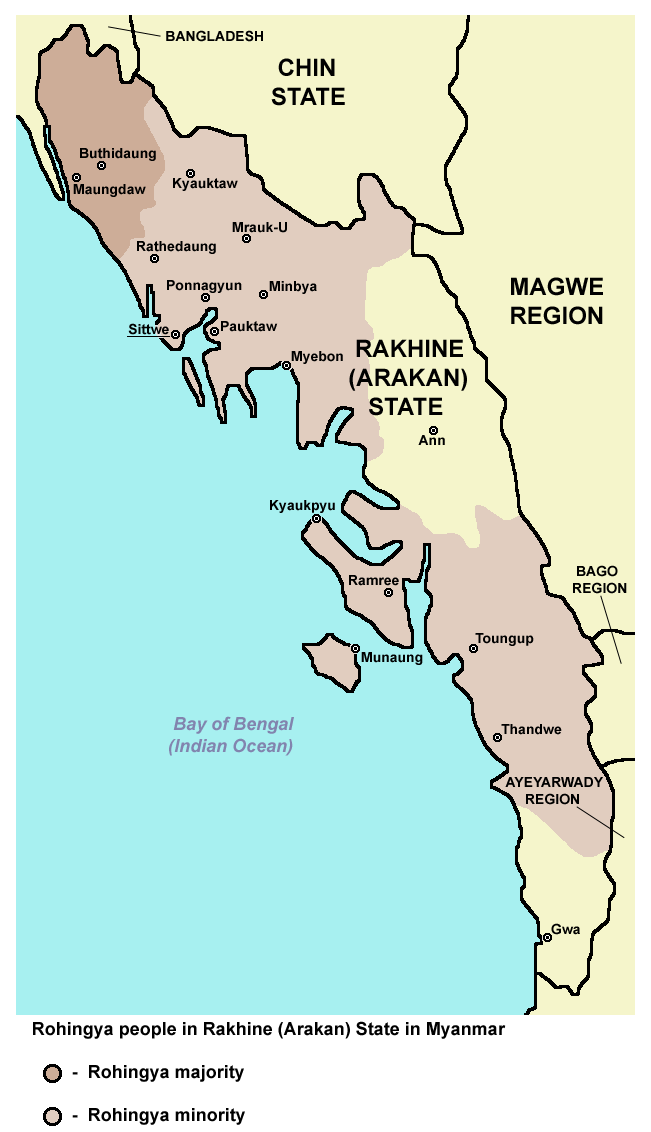
Rohingya im Rakhaing-Staat

Die Rohingya sind eine Ethnie in Myanmar (ehemals Birma), deren Mitglieder als Muttersprache eine Varietät des indoarischen Chittagonischen sprechen, das zum bengalisch-assamesischen Zweig des Ostindischen gehört. Fast alle Rohingya sind sunnitische Muslime. Sie leben hauptsächlich im nördlichen Teil des an Bangladesch grenzenden myanmarischen Rakhaing-Staates (ehemals Arakan). In Myanmar lebten bis zu den Auseinandersetzungen im Herbst 2017 etwa eine Million Rohingya.
Gemäß dem Staatsbürgerschaftsgesetz von 1982 gelten die Rohingya nicht als eine der 135 einheimischen Bevölkerungsgruppen und haben damit keinen Anspruch auf die myanmarische Staatsbürgerschaft. Aufgrund von Repressionen und Verfolgungen leben mindestens eine Million Rohingya als Flüchtlinge in Bangladesch und weiteren Ländern Asiens. Der Internationale Strafgerichtshof und der Internationale Gerichtshof ermitteln gegen Myanmar wegen Völkermord an den Rohingya.
Ab Frühjahr 2024 begann die myanmarische Militärjunta bzw. die Streitkräfte von Myanmar, die zuvor noch einen Völkermord an den Rohingya verübt hatte, männliche Rohingya zum Kriegsdienst bzw. zur Beteiligung am Bürgerkrieg in Myanmar zu rekrutieren. Dies erfolgte teilweise unter Zwang, aber laut der International Crisis Group teils auch auf freiwilliger Basis. Bereits bewaffnete Royinga-Gruppen verbündeten sich ebenfalls mit der Militärjunta.

## Etymologie, Verwendung der Bezeichnung
Dem Historiker Jacques P. Leider zufolge ist der Name Rohingya historisch nur einmal belegt, in einer Quelle aus dem späten 18. Jahrhundert. Der Name scheint eine der Phonetik der von den Rohingya gesprochenen indoarischen Sprache angepasste Variante des birmanischen Namens der Provinz Rakhine zu sein.
Jacques P. Leider stellt fest, dass der Begriff erst seit den 1960er Jahren vereinzelt für muslimische Gruppierungen verwendet wurde und noch in den 1990er Jahren in den Medien nicht als Begriff für eine Ethnie Verwendung fand, sondern ein Sammelbegriff für verschiedene Gruppen von Aufständischen war, die für die Errichtung eines unabhängigen muslimischen Staates an den Grenzen zu Bangladesch in der ehemaligen Arakanregion kämpften. Erst 1995 habe sich der Begriff international als Begriff für eine Volksgruppe verbreitet, weil er in englischsprachigen Berichten über die Menschenrechtssituation benutzt wurde. Nach 2012 fingen Rohingya-Aktivisten an, Muslime zu drängen, sich selbst als Rohingya zu bezeichnen.
Forscher sind sich weitgehend einig, dass der Begriff seit den 1950er Jahren von den in Myanmar lebenden Muslimen verwendet wird, um ihre Identität als legitime und eigenständige Volksgruppe zu bekräftigen. Myanmar hat 135 Volksgruppen, und die Zugehörigkeit zu einer solchen Gruppe ist ein Garant für politischen Einfluss. Anders als in anderen Staaten reicht die Zugehörigkeit zu einer Religion in Myanmar dazu jedoch nicht aus. Die Vertreter der Muslime forderten ein eigenes Gebiet in der ehemaligen Arakanregion und wollten nicht unter einer buddhistischen Regierung in einem Arakanstaat leben. Die Buddhisten wollten auf der anderen Seite keinen Teil ihres Landes verlieren.
Staatliche Stellen in Myanmar lehnen die Bezeichnung Rohingya ab und sprechen stattdessen von Bengalis, um ihre Position zu verdeutlichen, dass es sich um (illegale) Einwanderer aus Bengalen (Bangladesch) handle. Vertriebene Muslime aus der Region, die sich in den 1970er Jahren in Saudi-Arabien oder Pakistan angesiedelt haben, werden dort als „birmanische Muslime“ bezeichnet.
Auch wenn Aktivisten der Rohingya-Bewegung den Begriff „muslimisch“ in der Geschichtsschreibung zunehmend durch „Rohingya“ zu ersetzen versuchten, sei das nach Leider für Historiker kein haltbares Vorgehen. Es sei anhand der Aufzeichnungen nicht möglich zu bestimmen, wer die Rohingya sind oder sein wollen. Es sei eine Identität, die sich 2016 noch im Aufbau befinde.

## Kultur, Sprache und Demographie
Die indoarische Sprache der Rohingya ist eine Varietät des Chittagonischen und steht dem Bengali nahe. Sie gehört damit als indogermanische Sprache einer anderen Sprachfamilie an als die birmanische Sprache, die Staatssprache Myanmars, welche zur sinotibetischen Sprachfamilie gehört. Rohingya ist die einzige indogermanische Sprache in Myanmar.
Rohingyasprechende können sich mit Sprechern des Chittagonischen problemlos verständigen, das im nahen Südosten Bangladeschs gesprochen wird. Die Sprache hat viele Lehn- und Fremdwörter aus Urdu, Hindi, Bengali und Arabisch, aber auch einige Wörter aus Birmanisch und Englisch sind eingegliedert. Die Sprache wurde ursprünglich in arabischer Schrift geschrieben, jedoch gibt es seit kurzem Bemühungen, die Sprache in lateinischer Schrift zu schreiben. Das Ergebnis daraus nennt man Rohingyalisch.
Ihre Religion – mehrheitlich der Islam – ist für die Rohingya von großer Bedeutung. Es gibt Moscheen und religiöse Schulen in jedem Stadtviertel und Dorf. Daneben gibt es eine kleine Minderheit von Hindus.

## Geschichte

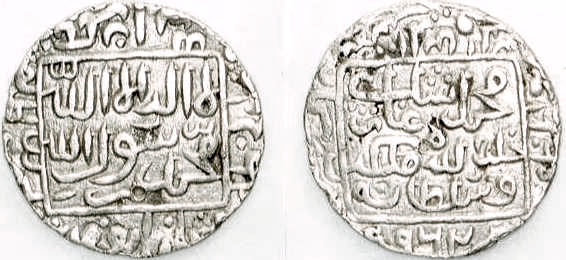
Münzen der Könige von Arakan

Die Herkunft der Gruppe, die heute als Rohingya umschrieben wird, ist umstritten. Vertreter sehen sich selbst als lange in Rakhaing ansässige Volksgruppe, die vor rund 1000 Jahren zum Islam konvertierte.
Dass es eine muslimische Bevölkerung im Königreich Arakan (Rakhaing) gab, ist unbestreitbar. Forscher stellen jedoch fest, dass es bislang keine Hinweise auf eine einheitliche muslimische Bevölkerung im Sinne der Rohingya-Aktivisten im alten Königreich Arakan gebe. Eine Präsenz des Islam in der Region im ersten Jahrtausend sei wegen des Mangels an Quellen nicht zu belegen. Jacques P. Leider beschreibt, wie durch eine dogmatische Uminterpretation der historischen Quellen Rohingya-Historiographen versucht hätten, die typische Pluralität der Region in der Geschichtsschreibung zu verwischen, um eine „Rohingya-Geschichtsschreibung“ zu erschaffen. So hätten Elemente des Sufismus und die Rolle einer muslimischen Elite am historischen Hof in dieser Form keine geschichtliche Grundlage. Buddhistische Einflüsse würden von den Historiographen weitgehend ignoriert, um das historische Arakan zu einem überwiegend islamischen Land erklären zu können.
Die westliche Geschichtsschreibung geht davon aus, dass die muslimische Bevölkerung in Rakhaing ursprünglich auf deportierte und geflohene Bengalis zurückgeht, die von Königen im 16. und 18. Jahrhundert angesiedelt wurden. Der Anteil an Moslems an der Gruppe kann jedoch nicht mit Sicherheit bestimmt werden.
Britische Aufzeichnungen aus der Kolonialzeit belegen, dass es Migration der muslimischen Bevölkerung aus Chittagong nach Arakan seit 1891 in verschiedenen Epochen bis 1971 gegeben hat. Der Historiker Leider beobachtete, dass Rohingya-Aktivisten den Einfluss dieser Einwanderung jedoch herunterspielen oder sie teilweise ignorieren, um die heutige Gemeinschaft als alleinige Nachkommen einer alten muslimischen Gemeinschaft von Arakan darstellen zu können.

### Militäreinsätze

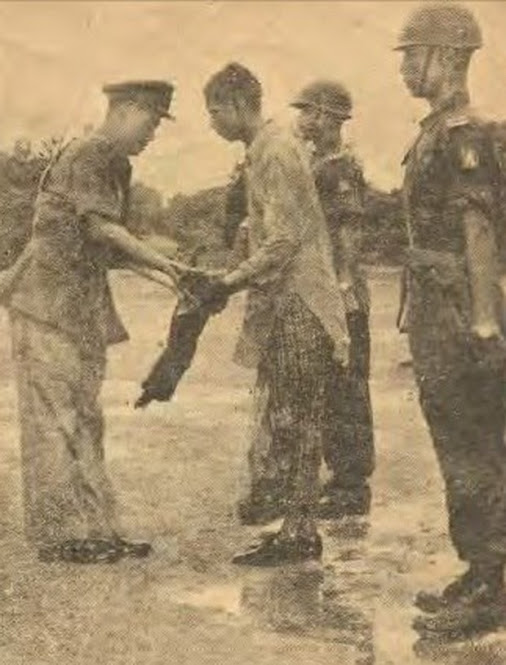
Ein Kämpfer der Rohingya ergibt sich (1961)

Seit der Unabhängigkeit Birmas am 4. Januar 1948 führte die Regierung gegen die Rohingya 20 militärische Operationen durch. Folgen der teils massiven Militäroperationen waren der Tod vieler Rohingya, die Verwüstung ihrer Siedlungsgebiete und Heiligtümer sowie die teils systematische Zerstörung ihrer Infrastrukturen.
Die 20 Militäroperationen waren/sind:
1. Militäroperation (5. Birmanische Regierung), November 1948
2. Operation der Birmanischen Regionalkräfte (BTF), 1949–1950
3. Militäroperation (2. Chinesische Regierung), März 1951–1952
4. Mayu-Operation, Oktober 1952–1953
5. Mone-Thone-Operation, Oktober 1954
6. Gemeinsame Operation des Militärs und der Vereinten Siedler, Januar 1955
7. Operation der Vereinigten Militärpolizei (UMP), 1955–1958
8. Kapitän Htin-Kway-Operation, 1959
9. Shwe-Kyi-Operation, Oktober 1966
10. KyiGan-Operation, Oktober–Dezember 1966
11. Ngazinka-Operation, 1967–1969
12. Myat-Mon-Operation, Februar 1969–1971
13. Major-Aung-Than-Operation, 1973
14. Sabe-Operation, Februar 1974–1978
15. Nagamin-Operation, Februar 1978–1979
16. Shwe-Hintha-Operation, August 1978–1979
17. Galone-Operation, 1979
18. Pyi-Thaya-Operation, 1991–1992
19. Groß angelegte Offensive, August–September 2017
20. Na-Sa-Ka-Operationen, seit 1992

## Situation in Myanmar

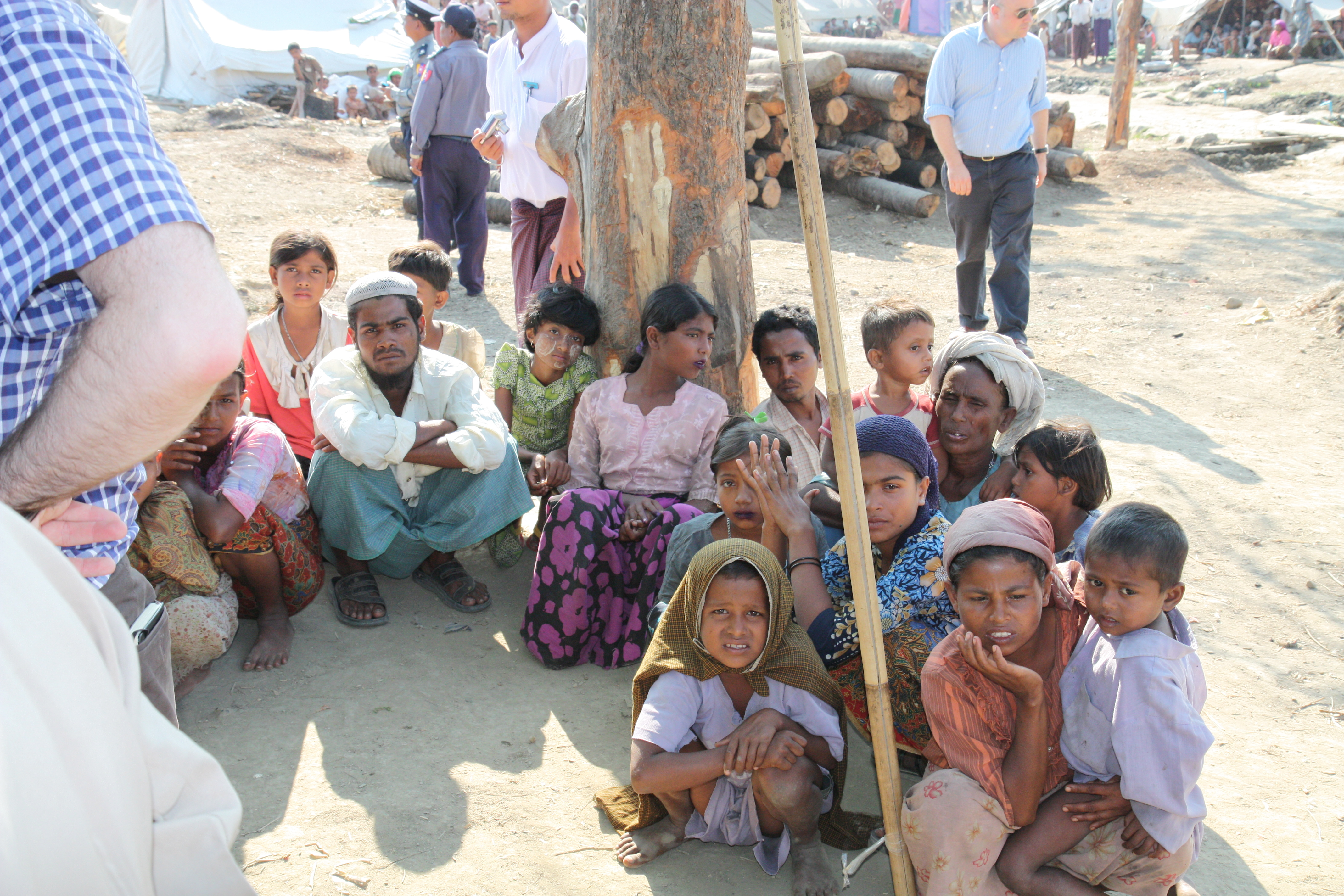
Rohingya-Flüchtlinge in Rakhine (2012)

Die Rohingya sind in Myanmar offiziell nicht als eigenständige Bevölkerungsgruppe anerkannt. Die Vereinten Nationen stufen sie als die „am stärksten verfolgte Minderheit der Welt“ ein. Als Staatenlose verfügen sie über keinerlei Rechte. Sie dürfen nicht wählen, haben keinen Zugang zu höherer Bildung und eine offizielle Ausreise wird ihnen nicht gestattet. Auch innerhalb des Landes sind sie Reisebeschränkungen unterworfen. Ein Gesetz von 1982 verweigert den Rohingya die Staatsbürgerschaft und entsprechende Dokumente. Grundbesitz der Rohingya wird beschlagnahmt und Privatbesitz zerstört oder gestohlen. Laut Rohingya-Aktivisten sei beschlagnahmtes Rohingyaland von der Regierung an Arakanesen innerhalb und außerhalb des Rakhaing-Staats zur Besiedlung verteilt worden. Mehr als ein Viertel des gesamten Ackerlandes überließ man nach diesen Berichten dem Dschungel. Ziel der Regierung sei es, den Rakhaing-Staat in eine rein buddhistische Region und die Muslime in eine bedeutungslose oder überschaubare Minderheit umzuwandeln. Auch seien Pagoden und buddhistische Klöster an Stellen errichtet worden, wo zuvor muslimische Stätten standen. Sondersteuern, Zwangsarbeit, Heiratsbeschränkungen und Manipulationen bei der Registrierung von Geburten und Todesfällen schränken das alltägliche Leben ein. Dazu kommen illegale Inhaftierungen, Folter, Vergewaltigungen und Morde. Schätzungsweise 1,5 Millionen Rohingya leben staatenlos im Exil, doch auch hier sind sie Repressalien ausgesetzt. Auf Betreiben Myanmars kommt es in verschiedenen Staaten zur illegalen Inhaftierung von Exil-Rohingya, so in Bangladesch, Indien, Pakistan, Saudi-Arabien, den Vereinigten Arabischen Emiraten, Thailand und Malaysia.

## Konflikte, Fluchtbewegungen und Völkermord
Besonders große Flüchtlingsströme gab es 1942, 1962, 1978 und 1991. Im Jahr 1978 suchten etwa 200.000 Rohingya-Flüchtlinge Schutz im benachbarten Bangladesch, 1991 weitere 250.000. Nach dem 25. August 2017 kamen allein in den darauffolgenden zwei Monaten über 600.000 dazu (Stand: 25. Oktober 2017).
Obwohl später einige zurückkehrten, blieben doch viele in den Flüchtlingscamps im Distrikt Cox’s Bazar. Es wird geschätzt, dass seit der Unabhängigkeit Birmas etwa eine bis anderthalb Millionen Rohingya ins Exil gingen. Diese leben hauptsächlich in Bangladesch (insbesondere Chittagong), Pakistan und Saudi-Arabien, eine kleinere Anzahl in den Vereinigten Arabischen Emiraten, Thailand und Malaysia.
Anfang des Jahres 2009 kamen Rohingya als Bootsflüchtlinge in die Schlagzeilen, nachdem Thailand ihnen eine Aufenthaltserlaubnis verweigert und etwa eintausend in einfachen motorlosen Booten auf die offene See abgeschoben hatte. Rund 250 von ihnen wurden später vor den zu Indien gehörenden Andamanen gerettet und etwa 200 vor der Küste Acehs in Indonesien. Etwa 500 ertranken vermutlich. Der myanmarische Generalkonsul in Hongkong äußerte sich dazu in einem Brief an das Diplomatische Corps, in dem er den Rohingya mit Verweis auf deren dunkle Hautfarbe die Zugehörigkeit zu Myanmar absprach. Er bezeichnete sie als „hässlich wie Kobolde“ im Gegensatz zu den hellerhäutigen Birmanen.
Nachdem es ab Juni 2012 im Rakhaing-Staat zu ethnischen Unruhen gekommen war, äußerte der myanmarische Präsident Thein Sein gegenüber dem Hohen Flüchtlingskommissar der Vereinten Nationen (englisch United Nations High Commissioner for Refugees, UNHCR) den Vorschlag, dass die Rohingya sich entweder in UNHCR-Camps begeben oder das Land verlassen sollten. Weiterhin erklärte er, dass die Rohingya „illegale Einwanderer“ seien und man bereit sei, sie in jedes Land zu deportieren, das sie aufnehmen würde. Ende Oktober 2012 kam es abermals zu schweren Unruhen.

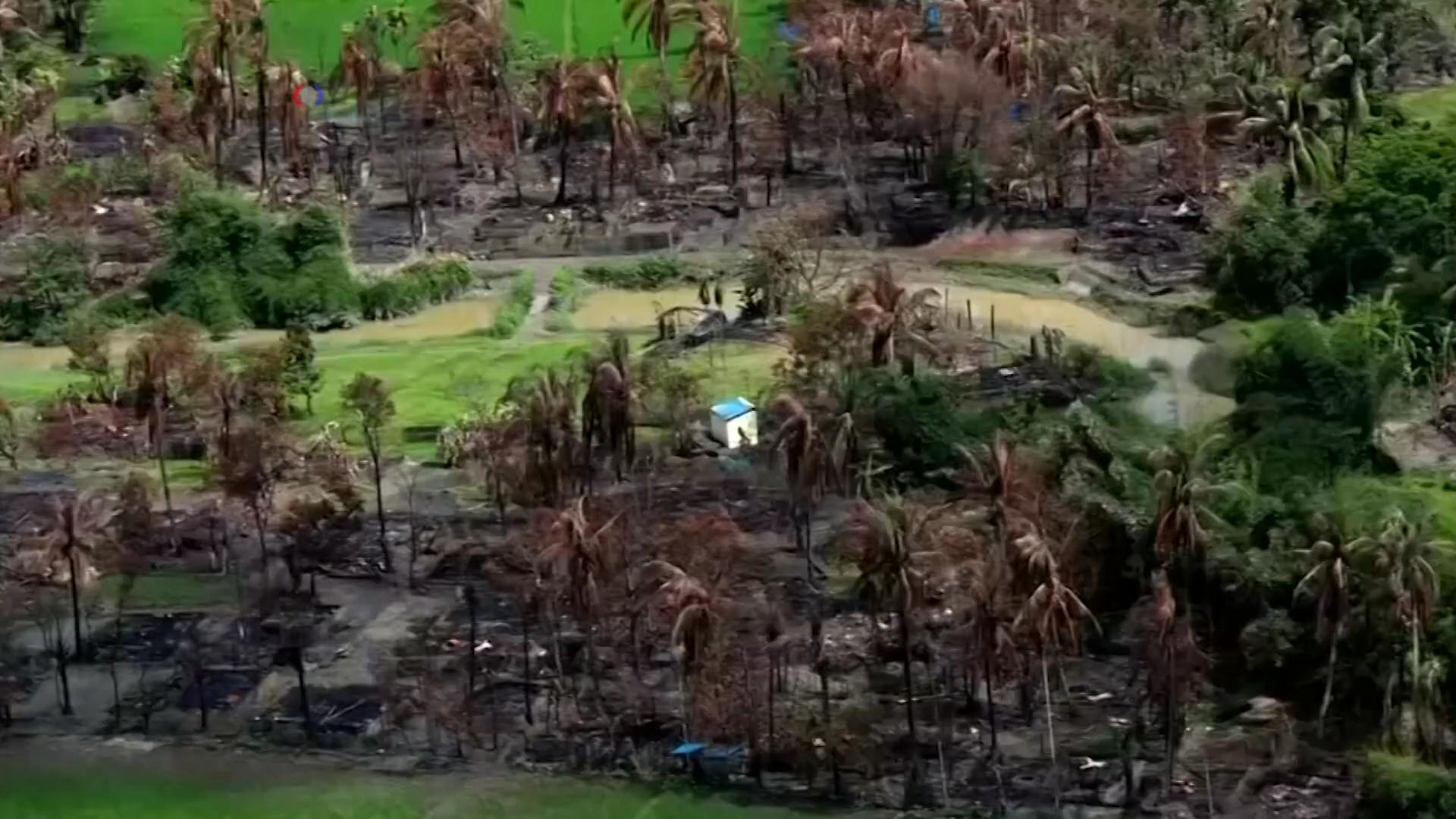
Gebrandschatztes Dorf in Rakhine (2017)

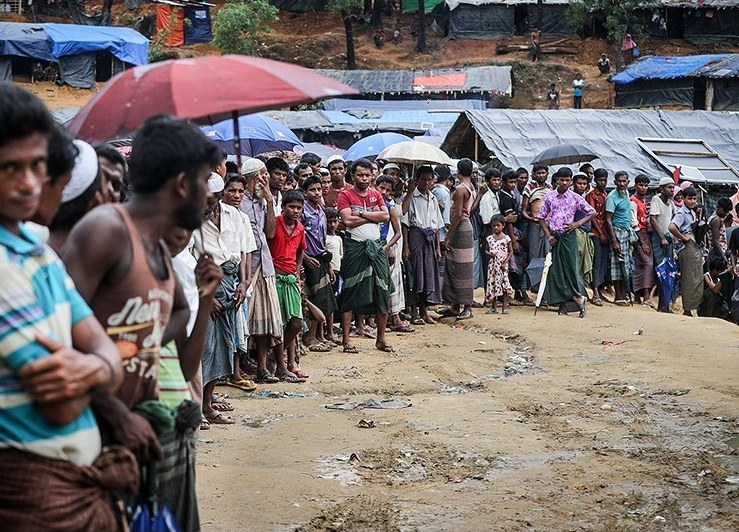
Flüchtlingslager Kutupalong (2017)

Am 25. August 2017 eskalierte die Lage erneut, als verschiedene Ziele in Myanmar simultan angegriffen wurden und die Arakan Rohingya Salvation Army (ARSA) die Verantwortung für die Anschläge übernahm. Eine Gegenoffensive von Armee und Polizei sowie die Angst vor Überfällen der Aufständischen löste eine Flüchtlingsbewegung aus, bei der Buddhisten vor islamistischen Kämpfern flohen oder evakuiert wurden, während Flüchtlinge der islamischen Minderheit Myanmars die Grenze nach Bangladesch überrannten, um dort Schutz zu suchen. Die Lage verschlimmerte sich schnell und Beobachter folgerten, dass das Militär von Myanmar die Angriffe als Rechtfertigung für eine groß anlegte Offensive nutzte. Innerhalb einer Woche sollen rund 2.600 Häuser und Hütten in Myanmar niedergebrannt worden sein. Das UNHCR zählte eine Woche nach Beginn der Offensive bereits 58.600 Rohingya-Flüchtlinge, die neu in Bangladesch angekommen waren. Sie kommen zu den 400.000 Rohingya, die bereits in den 1990er Jahren nach Bangladesch geflohen waren. Aus den Reihen der Flüchtlinge wurde berichtet, das Militär Myanmars hätte sie systematisch vertrieben. Die Zahl der Flüchtlinge erreichte zwei Wochen nach Beginn der Konflikte nach UNHCR-Einschätzung bereits 120.000 Menschen. Nach zwei Wochen andauernder Kämpfe rief die ARSA eine einseitige, einmonatige Waffenruhe bis zum 9. Oktober 2017 aus. Sie sollte dazu dienen, die Lieferung von Hilfsgütern an Bedürftige im Bundesstaat Rakhine zu ermöglichen. Die Premierministerin von Bangladesch Scheich Hasina appellierte am 12. September an Myanmar, die Flüchtlinge wieder aufzunehmen. Deren Anzahl ist auf etwa inzwischen 370.000 angeschwollen, womit mehr als ein Drittel aller Rohingya aus dem Nachbarland vertrieben worden seien. Die Vereinten Nationen verurteilten die Vertreibungen der letzten Wochen als systematisch und damit als ethnische Säuberung. Nachdem mehr als 400.000 Rohingya nach Bangladesch geflohen waren, begann die dortige Regierung damit, die Bewegungsfreiheit der Flüchtlinge einzuschränken. Die Flüchtlinge wurden dazu aufgefordert, in den von der Regierung ausgewiesenen Lagern zu bleiben und nicht in Häusern von Verwandten oder Freunden zu wohnen. Die Bevölkerung von Bangladesch wurde dazu aufgefordert, keine Flüchtlinge mehr aufzunehmen; auch Bus- und Lastwagenfahrer sollen keine Rohingya mehr mitnehmen.
Allein in den zwei Monaten nach dem 25. August 2017 flohen ungefähr 604.000 Rohingya nach Bangladesch. Insgesamt waren dort Ende Oktober 2017 fast eine Million Rohingya-Flüchtlinge.
Nachdem Myanmar international aufgrund der Flüchtlingskrise in die Kritik geraten war, äußerte sich Aung San Suu Kyi erstmals am 19. September 2017 öffentlich in einer Rede in Myanmars Hauptstadt Naypyidaw zur Lage der Rohingya und verurteilte Menschenrechtsverletzungen. Sie kündigte neue Bemühungen um eine friedliche Lösung an und bat die internationale Gemeinschaft um Geduld. Auch gab Aung San Suu Kyi an, dass die meisten Dörfer der Region Rakhine nicht von der Gewaltwelle betroffen seien. Sie lud ausländische Diplomaten ein, Rakhine zu besuchen, um sich über die dortige Lage zu informieren. Vor ihrer Rede hatten die USA die Regierung von Myanmar aufgefordert, das Vorgehen des Militärs gegen die Rohingya zu beenden. Im Zusammenhang mit der Krise sagte Aung San Suu Kyi ihre Teilnahme an der bevorstehenden UN-Vollversammlung ab.
Im November 2017 gab das myanmarische Außenministerium bekannt, eine gemeinsame Absichtserklärung mit Bangladesch unterzeichnet zu haben, die eine Rückführung der geflohenen Rohingya ermöglichen soll. Laut der Regierung von Bangladesch soll die Rückführung binnen zwei Monaten beginnen. Die Zustände in den überfüllten Flüchtlingslagern in Bangladesch gelten als katastrophal. Die Zahl der dortigen Flüchtlinge wurde Anfang März 2018 auf gegen 700.000 Rohingya geschätzt. Eine Rückkehr nach Myanmar müsse gemäß der Vereinbarung „sicher“ sein, was, weil das Militär gewisse Dörfer dem Erdboden gleichgemacht hatte, für viele Betroffene illusorisch ist.
Nachdem Menschenrechtsexperten die Gewalt gegen die Rohingya als Völkermord sowie einige Staaten und die Vereinten Nationen sie als „ethnische Säuberungen“ verurteilt hatten, warf auch der nach Myanmar gereiste damalige US-amerikanische Außenminister Rex Tillerson Myanmar erstmals „ethnische Säuberungen“ vor.
Am 23. Mai 2018 erwähnt die Neue Zürcher Zeitung in einem Artikel einen Bericht von Amnesty International, wonach im August 2017 „Mitglieder einer militanten Rohingya-Gruppe mindestens eines, möglicherweise sogar zwei Massaker an Hindus verübt haben sollen“, wie sie „bis dahin nur der burmesischen Armee vorgeworfen werden“: „Einige der Überlebenden seien entführt und dazu gezwungen worden, zum Islam zu konvertieren. Auch hätten die Peiniger Buddhisten in dem von Hindu und Buddhisten bewohnten Dorf mit dem Vorwand vertreiben wollen, sie hätten den falschen Glauben.“ Die Nachrichtenagentur Reuters fand allerdings auch heraus, dass Myanmars Regierung und Militär derartige vermeintlich durch Rohingya begangene Massaker systematisch erfinden.
Für den April 2019 hat die Regierung von Bangladesch den Beginn der Umsiedlung von Rohingya-Flüchtlingen auf die bisher unbewohnte Insel Bhasan Char angekündigt, auf der man in den Jahren zuvor eine Infrastruktur und Unterkünfte aufgebaut hatte. Rund 100.000 Personen sollen auf der abgelegenen Insel angesiedelt werden. Die Gesellschaft für bedrohte Völker (GfbV) kritisierte die Pläne Bangladeschs scharf, 100.000 geflüchtete Rohingya (aus GfbV-Sicht „zwangsweise“) auf diese unbewohnte Insel umzusiedeln.
Anfang 2020 verurteilte der Internationale Gerichtshof (IGH) Myanmar wegen den Massenmorden an den Rohingya und verpflichtete das Land, Sofortmaßnahmen zum Schutz der Minderheit zu ergreifen. Zudem muss das Land regelmäßig Bericht über diese Maßnahmen erstatten. Wegen des Völkermordes stoppte Deutschland im Februar 2020 seine Entwicklungshilfe für Myanmar. Die Gelder fließen seitdem stattdessen in die Versorgung der Rohingya-Flüchtlinge in Bangladesch. Im selben Jahr begann der Internationale Strafgerichtshof (ICC) und der IGH den Völkermord-Fall Rohingya zu eröffnen. Dem Völkermord waren den Vereinten Nationen zufolge mindestens 10.000 Rohingya zum Opfer gefallen.
Rohingya-Flüchtende forderten 2021 von Facebook 150 Milliarden Dollar Schadenersatz. Eine entsprechende Klage sei am 6. Dezember 2021 bei einem Gericht im US-Bundesstaat Kalifornien eingereicht worden. Darin heiße es, die Algorithmen des US-Unternehmens förderten Desinformation und extremistisches Gedankengut, das zu Gewalt in der realen Welt führe. Dies habe die Leben Hunderttausender Rohingya zerstört.
Ab Frühjahr 2024 begann die myanmarische Militärjunta bzw. die Streitkräfte von Myanmar, die zuvor noch einen Völkermord an den Rohingya verübt hatte, männliche Rohingya zum Kriegsdienst bzw. zur Beteiligung am Bürgerkrieg in Myanmar zu rekrutieren. Dies erfolgte teilweise unter Zwang, aber laut der International Crisis Group teils auch auf freiwilliger Basis. Bereits bewaffnete Royinga-Gruppen verbündeten sich ebenfalls mit der Militärjunta. Im Jahr 2024 eroberte die Arakan Army, die die Junta bekämpft, fast den gesamten Rakhaing-Staat. Im Sommer desselben Jahres berichtete Human Rights Watch, dass im Rakhaing-Staat Hinrichtungen und zahlreiche Brandstiftungen durch Kräfte sowohl der Militärjunta als auch der Rebellengruppe Arakan Army erfolgten.